# Пиштань (Нижегородская область)
 Пиштань  — опустевший поселок в Шарангском районе Нижегородской области в составе  Старорудкинского сельсовета .

## География
Расположен на расстоянии примерно 27 км на юго-запад от районного центра поселка Шаранга.

## История
Основан в 1954 году как лесозаготовительный поселок, перестал существовать в 1990-х годах. В нем проживало около 2х тысяч жителей. Были дом культуры, восьмилетняя школа, стадион, магазины, столовая. Конечный пункт Килемарской железной дороги.

## Население
Постоянное население не было учтено как в 2002 году, так и в 2010.